# Quiritimati
Quiritimati (Kiritimati) ou ilha Christmas é um atol elevado no oceano Pacífico, parte da República de Quiribáti e do arquipélago das Espórades Equatoriais. É considerada o maior atol do mundo. Tem 642 km² de superfície emersa (388 km² de terra e o resto na lagoa interior), o que representa 70% do território de Quiribáti. É o primeiro local habitado do mundo a ver o nascer de cada dia, pois usa o fuso horário UTC+14 e consequentemente o primeiro a mudar o ano. Tem cerca de cinco mil habitantes.
Foi descoberto por James Cook em 1774. Foi reclamada pelos Estados Unidos em 1854, mas foi anexada pelos britânicos em 1888. Em 1957 foi efetuado aqui o primeiro teste da bomba de hidrogénio britânica. Tornou-se parte de Quiribáti em 1979.
A ilha tem cinco povoações (uma delas abandonada): Tabwakea (3001 hab. em 2015), London (1899 hab.), Banana (1208 hab.), Poland (339 hab.) e Paris, esta última em ruínas e desabitada.